# Gelber Knollenblätterpilz
Der Gelbe Knollenblätterpilz (Amanita citrina, Syn.: A. mappa), auch als Zitronengelber Knollenblätterpilz, Gelblicher Knollenblätterpilz oder Gelber Wulstling bekannt, ist eine Pilzart aus der Familie der Wulstlingsverwandten.

## Merkmale

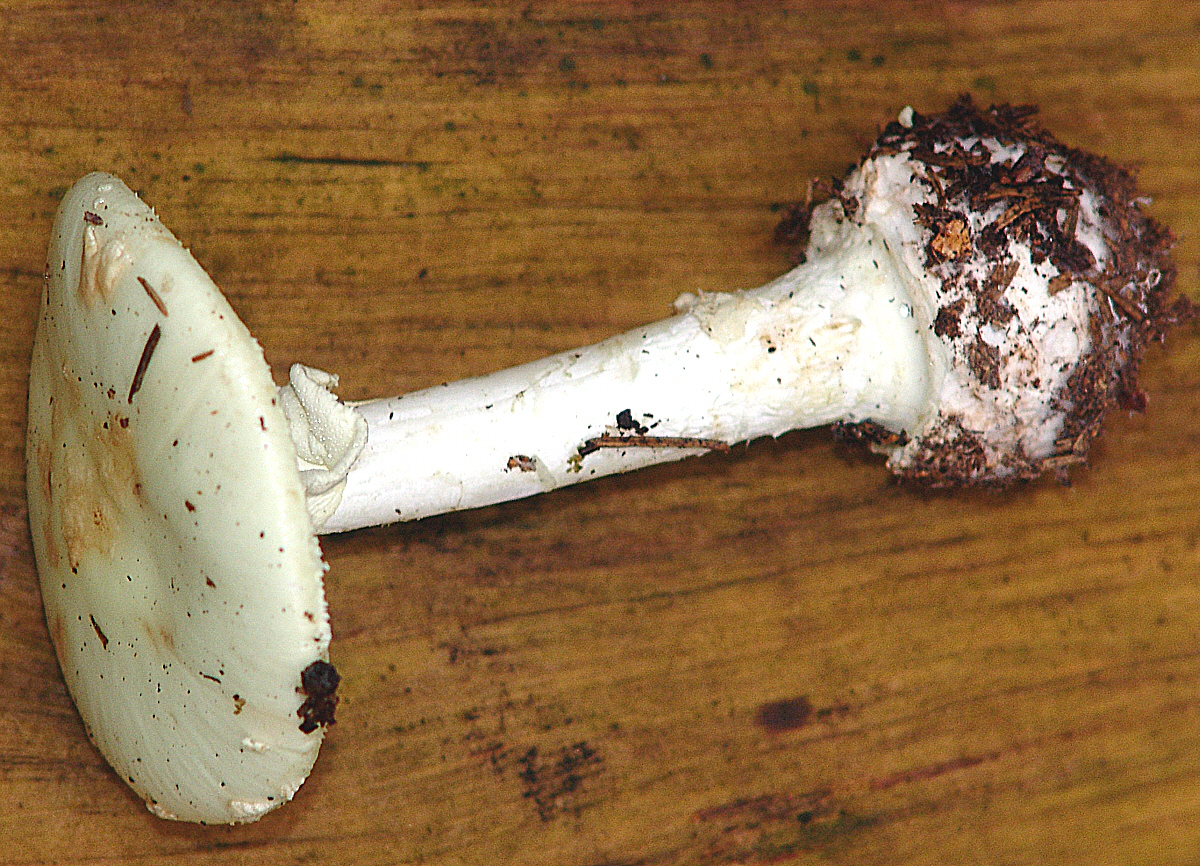
Markant ist die gerandet abgesetzte Stielknolle des Gelben Knollenblätterpilzes.

### Makroskopische Merkmale
Der Gelbe Knollenblätterpilz besitzt einen 3–10 cm breiten Hut von hell gelbgrünlicher bis weißlicher Farbe, auf dem sich meist dicke, schollige, cremeweißliche bis bräunliche Hüllreste befinden, die jedoch auch fehlen können. Die Lamellen sind weiß und nicht am Stiel angewachsen. Der Stiel ist 5–15 cm lang. Er ist weiß-gelblich und hat einen häutigen Ring sowie eine deutlich knollige Basis, die in einer topfartigen, fest angewachsenen und kantig vom übrigen Stiel abgesetzten Volva steckt. Das Fleisch ist weiß und riecht muffig nach Kartoffelkeimen.
Der Varietät alba fehlt der gelbe Farbstoff, sodass die Fruchtkörper einen weißen Hut und Stiel aufweisen. Jene Exemplare können auch zwischen normal gefärbten wachsen.

### Mikroskopische Merkmale
Die glatten, runden und amyloiden Sporen messen 8–10 × 7–8 µm.

## Ökologie
Der Gelbe Knollenblätterpilz ist ein Mykorrhiza-Pilz, der mit verschiedenen Nadel- und Laubbäumen vergesellschaftet sein kann. Hauptbaumpartner in Mitteleuropa ist die Gemeine Fichte, mit Abstand gefolgt von der Rotbuche, daneben Kiefern, Eichenarten, Birke und andere. Der Gelbe Knollenblätterpilz kommt in verschiedenen bodensauren Waldtypen vor, er bevorzugt mittelgründige, basen- und nährstoffarme Böden, die mäßig frisch bis mäßig feucht sein sollten. Die Art hat im 19. Jahrhundert von der forstlichen Verbreitung der Fichte und eine Zeitlang selbst vom Sauren Regen profitiert, der konkurrierende Pilzarten stärker schädigte. Später litt der Gelbe Knollenblätterpilz unter der zunehmenden Schädigung der Fichte, seines bevorzugten Mykorrhiza-Partners. Dennoch ist er häufig anzutreffen. Die Fruchtkörper erscheinen in Mitteleuropa hauptsächlich von August bis November, voreilend schon ab Juni.

## Verbreitung
Der Gelbe Knollenblätterpilz kommt in Australien und Südafrika vor, in der Holarktis umfasst sein Verbreitungsgebiet die mediterranen und gemäßigten Breiten, er wird im Kaukasus, in Korea und Japan, den USA, Kanada und auf den Kanarischen Inseln gefunden. In Europa kommt er vom Mittelmeergebiet bis zu den Hebriden und dem südlichen Skandinavien vor, ostwärts ist er bis Belarus und Estland zu finden. Seine nördliche Verbreitungsgrenze entspricht der der Eichen.

## Bedeutung
Der Gelbe Knollenblätterpilz ist kein Speisepilz.
Anders jedoch als der Grüne Knollenblätterpilz, mit dem er leicht verwechselt werden kann, ist der Gelbe Knollenblätterpilz nur in rohem Zustand giftig, da das enthaltene Bufotenin durch Erhitzen seine Wirkung verliert. Insofern ist der Pilz sogar verzehrfähig, jedoch sollte er aufgrund der hohen Verwechslungsgefahr und des schlechten Geschmacks nicht für die Küche gesammelt werden.

## Artabgrenzung
Die knollige Stielbasis des Grünen (Amanita phalloides), des Kegelhütigen (Amanita virosa) und des Frühlings-Knollenblätterpilzes (Amanita verna), die durch den Gehalt an Amatoxinen und Phallotoxin jeweils hochgiftig sind, stecken in großen, lappig abstehenden Volven. Besonders mit Ersterem wird Amanita citrina oft verwechselt, da ihr Hut ebenfalls grünliche Töne aufweisen sowie die Hüllreste auf dem Hut fehlen können. Amanita phalloides hat einen eingewachsen radialfaserigen Hut ohne Velumreste (selten mit vereinzelten, weißen und dünnhäutigen Hüllresten). Dessen Farben reichen von rein weiß (var. alba) bis olivgrünlich, jedoch ohne Gelbtöne. Der Geruch des Grünen Knollenblätterpilzes ist süßlich, nach Kunsthonig, was ihn ebenfalls deutlich unterscheidet.
Der Narzissengelbe Wulstling (Amanita gemmata) unterscheidet sich durch seinen dunkler wachs- bis dottergelben Hut mit gerieftem Rand und weißeren, dünneren Velumresten, außerdem fehlt ihm der Kartoffelkeimgeruch des Gelben Knollenblätterpilzes.
Der essbare Fransige Wulstling (Amanita strobiliformis) wird deutlich größer, hat einen weiß bis ockerlich gefärbten Hut mit dicken, fransigen Velumresten und einen flockig zerfallenden Ring. Er riecht ebenfalls nicht nach Kartoffelkeimen.